# Statue-menhir de Sagnaussel
La statue-menhir de Sagnaussel est stèle appartenant au groupe rouergat découverte à Lacaune, dans le département du Tarn en France.

## Description
Elle a été découverte à proximité de l'ancienne ferme de Sagnaussel. La pierre, en granite, mesure 1,55 m de hauteur sur 0,72 m  de largeur et 0,50 m d'épaisseur. Deux échancrures visibles symétriquement sur chaque flanc lui donnent une allure anthropomorphe. La face antérieure est complètement plane alors que la face postérieure est irrégulière. La statue comporte à 0,70 m de hauteur sur toute sa largeur une rainure (2 cm de large sur 1,50 à 2 cm de profondeur) qui dessine un léger arc de cercle orienté vers le haut et qui se termine de part et d'autre par une petite échancrure. Aucun décor n'est visible.
Cette pierre présente une parenté stylistique très forte (la rainure) avec les statues-menhirs de la Serre et de Rouvières. Dans les trois cas, le travail de sculpture est assez fruste. Dans l'absolu, leur caractère anthropomorphe est discutable, car la silhouette humaine est à peine esquissée.